# Ђакомо Пучини
Ђакомо Пучини (итал. Giacomo Puccini; Лука, 22. децембар 1858 — Брисел, 29. новембар 1924) је био италијански оперски композитор, који је називан „највећи композитор италијанске опере Вердија”.
Пучинијев рани рад укорењен је у традиционалној романтичној италијанској опери из 19. века. Он је касније успешно развио своје дело у реалистичном верисмо стилу, чији је постао један од водећих експонената.
Пучинијеве најпознатије опере су Боеми (1896), Тоска (1900), Мадам Батерфлај (1904), и Турандот (1924), од којих су све међу важним операма које се изводе као стандарди.

## Биографија
Рођен је у граду Лука у италијанској покрајини Тоскани, у породици која је вековима била ту настањена. Био је други у породици назван Ђакомо, а такође је био и пети музичар потекао из ње. Своје рано музичко образовање дугује локалном свештенику који му је давао часове клавира. Ипак, за позив музичара се одлучио када је у Пизи чуо Вердијеву „Аиду”.
Захваљујући посредовању једне дворске даме, мајчине пријатељице, двадесетогодишњи Пучини добија краљичину стипендију. Живећи у Милану са једним братом, упознао се са животом који ће касније приказати у опери „Боеми”. Школовао се на конзерваторијуму у Милану, где је био ученик и Амилкара Поникијелија (композитор некада врло популарне опере „Ђоконда”). У току студија компонује две опере, „Вили” („Le Villi”) 1883. и „Едгар” („Edgar”) 1889, које су постигле велик, али краткотрајан успех,што му је обезбедило финансијску сигурност и дало вољу да настави да се бави композиторским радом. Већ следећа његова опера, „Манон Леско” („Manon Lescaut”) из 1893. била је завидног квалитета и одржала се на репертоару оперских сцена до данашњих дана. Захваљујући овој опери, био је у могућности да у околини родне Луке купи земљу и на њој изгради најпре скромну кућу, а касније и велелепну вилу у којој је провео већи део свог живота. Страствени заљубљеник у лов и природу овде је имао мир потребан за његов стваралачки рад.
Светску славу и велико богатство је стекао двема операма које се убрајају међу неколико најбољих опера икада написаних, а то су „Боеми” („La Bohème”) Ипак, пошто је био перфекциониста који је желео да ствара савршена дела, јако тешко је поднео када је опера „Мадам Батерфлај” („Madamme Butterfly”) извиждана на премијери у миланској Скали 1904. године. Сам Пучини је овај неуспех приписао претераној дужини другог чина и прерађује оперу која доживљава своју нову премијеру 1905. године. Од тог тренутка опера, као и „Боеми” и „Тоска”, постаје део 'сталног оперског репертоара'. Но, можда се неуспех може и приписати томе што је компонована под утицајем француског композитора Дебисија, односно, његове опере „Пелеј и Мелисанда”, и као таква била превише 'модерна' за италијански укус.
Пучини одлази на путовање у САД да би присуствовао постављању „Боема” у Метрополитен опери у Њујорку. Тамо долази на идеју, која ће се показати не баш сјајном, да компонује оперу каква до тада није постојала. Он одабире тему са Дивљег Запада и тако настаје опера „Кћи Запада” („La Fanciulla del West”) [некада се може срести и као „Девојка са златног Запада” према наслову оригиналне драме], праизведена 1910. године у Метрополитен опери под диригентском палицом Артура Тосканинија (Arturo Toscanini) и са Енриком Карузом (Enrico Caruso) у главној мушкој улози. Опера сјајно пролази у САД, најпре у Њујорку, а затим и у Бостону и Чикагу, али другде, посебно у Европи, она никада није постала популарна. Дуго година након овога, Пучини трага за новим либретом. Године 1914. добија примамљиву понуду да за бечку сцену пише оперету „Ластавица” („La Rondine”). Али, избија рат и ово дело доживљава праизведбу тек 1917. и то, због тадашњег ратног антигерманизма, у Монте Карлу. Исте године Пучини се сели из Луке и своје виле „Дворац на језеру”, јер је у близини виле подигнута фабрика која га ометала у раду. Сели се у Вијаређо крај мора где пише триптих једночинки : „Плашт” („Il Tabarro”), „Сестра Анђелика” („Suor Angelica”) и „Ђани Скики” („Gianni Schicchi”), од којих је ова трећа његова једина комична опера.
Године 1919. одлучује се на компоновање опере „Турандот” („Turandot”) према једном популарном комаду, а радња опере се одвија у Кини. Жели да створи оперу која ће бити врхунац оперског стваралаштва, величанствени спектакл. Напорно ради на овоме, дуго незадовољан либретом, али успева да напише два чина и део трећег упркос тешкој болести која га мучи. Свестан да неће завршити дело, пада у тешку депресију. У једном писму говори:
„Ова опера ме прожима, мучи дан и ноћ. Поред ње, сва моја до сада написана музика изгледа ми бледа и смешна. Ипак, бојим се да нећу успети да је завршим, а ако тако буде, свет ће бити ускраћен за најлепши љубавни дует свих времена”.
Тако је и било. После пет верзија либрета за дует Калафа и Турандот, многих скица и нацрта мелодија, опера остаје недовршена. Пучини умире у Бриселу, пошто му је отказало срце након операције рака грла. Композитор који је свету подарио неке од најлепших оперских арија, завршио је свој живот без гласа. Жеља Пучинија је била да „Турандот” доврши композитор Рикардо Зандонај. Његов зет, један од највећих диригената у историји, Артуро Тосканини, даје композитору Франку Алфану да доврши оперу на основу Пучинијевих нацрта, а када овај то учини, сам Тосканини дорађује завршетак. Премијера је одржана 1926. године у Миланској скали. Тосканини је дириговао, и након смрти робиње Лију у трећем чину прекида изведбу, окреће се публици и каже: „Овде се завршава дело маестра.”. Публика је схватила и у тишини отишла из позоришта. Сутрадан је опера изведена у целини и од онда је стални део поставке многих оперских кућа. Многи музиколози и критичари се слажу да је са опером „Турандот” завршен период класичне опере.

## Опус Ђакома Пучинија

### Опере
- Вилисе (Le Villi) (1884)
- Едгар  (1889)
- Манон Леско (Manon Lescaut) (1893)
- Боеми  (1896)
- Тоска  (1900)
- Мадам Батерфлај (Madamme Butterfly) (1904. / рев. 1905)
- Кћи Запада (La Fanciulla del West) (1910)
- Ластавица (La Rondine) (1917)
- Триптих (Il Trittico)
  - Плашт  (1918)
  - Сестра Анђелика (Suor Angelica) (1918)
  - Ђани Скики (Gianni Schicchi) (1918)
- Турандот (Turandot) (1926)

## Брак и афере
У јесен 1884. Пучини је започео однос са удатом женом по имену Елвира Ђемигњани (рођеној Бонтури, 1860-1930) у Луки. Елвирин муж, Нарсисо Ђемигњани, био је „непокајнички женскарош”", и Елвирин брак није био срећан. Елвира је родила Пучинијевог сина Антонија (1886–1946), у Монци. Елвира је напустила Луку кад је трудноћа почела да постаје уочљива, и породила се другде како би избјегла трачеве. Елвира, Антонио и Елвирина ћерка с Нарсисом, Фозка (1880–1968), почели су да живе са Пучинијем ускоро након тога. Нарсисо је погинуо од руке љубоморног мужа жене са којом је имао аферу, дана 26. фебруара 1903, једног дана након Пучинијеве аутомобилске несреће. Након тога су се почетком 1904. Пучини и Елвира узели, и легитимизовали Антонија. Брак између Пучинија и Елвире је исто тако био узнемираван неверношћу, јер је Пучини имао честе афере, укључујући оне са добро познатим певачицама.
Године 1909. је Пучинијева супруга Елвира јавно оптужила Дорију Манфреди, слушкињу која је радила за породицу Пучини, да има аферу са композитором. Након што је јавно оптужена за прељубу, Дорија Манфреди је починила самоубиство. Међутим, аутопсија је утврдила да је Дорија умрла као девица, оповргавајући оптужбе против ње. Елвира Пучини је кривично гоњена због клевете, а била је осуђена на више од пет месеци затвора, мада је исплата породици Манфреди од стране Пучинија поштедела Елвиру од служења казне. Неки музички критичари и интерпретатори Пучинијевог дела су спекулисали да су психолошки ефекти овог инцидента на Пучинија ометали његову способност да заврши композиције касније у својој каријери, и да су исто тако утицали на развој његових ликова као што је Лиу (из Турандота), робовска девојка која трагично умире самоубиством.
Према документима пронађеним у власништву потомка породице Манфреди, Надије Манфреди, 2007. године, Пучини је заправо имао аферу са Ђулијом Манфреди, Доријином рођаком. У извештајима за штампу у време откривања ових докумената наводи се да је Надија Манфреди била унука Пучинија, од стране Ђулијиног сина Антонија Манфреди.

## Политика
За разлику од Вагнера и Вердија, Пучини није био активан у политици. Пучинијева биографкиња Мери Џејн Филипс-Мац је написала: „Током тог целог периода (Првог светског рата и његових непосредних последица), Пучинијев интерес за политику био је близу нуле, као што то био случај са целокупним његовим животом, колико се може видети. Он је изгледао готово равнодушан за све од избора за градоначелнике у Вијаређу до именовања владе у Риму.” Један други биограф спекулише да је Пучини можда био - ако је имао политичку филозофију - монархиста.
Пучинијева равнодушност према политици стварала му је проблеме током Првог светског рата. Дугогодишње и блиско пријатељство Пучинија са Тосканијем је било прекинуто за скоро једну деценију због расправе у лето 1914. (у првим месецима рата) током којег је Пучини напоменуо да би Италија могла имати користи од њемачке организације. Пучини је такође био критикован током рата због свог рада на Ла рондини под уговором са 1913. године са аустријским позориштем пошто су Италија и Аустроугарска постале противници у рату 1914. године (иако је уговор на крају отказан). Пучини није учествовао у јавном ратном напору, већ је приватно пружао помоћ појединцима и породицама погођеним ратом.